# Studený vrch (přírodní rezervace)
Studený vrch je přírodní rezervace rozkládající se na vrcholovém kuželu hory Studenec. Rezervace představuje výjimečně cenný komplex lesních porostů a společenstev se složením blízkým přirozené skladbě.

## Popis
Rezervace byla zřízena pro ochranu původních listnatých a smíšených lesních porostů, charakteristických pro Lužické hory. Druhová skladba lesů nebyla člověkem výrazněji ovlivněna. Vrchol se suťovými poli pokrývají řídké vzrostlé buky, v nižších polohách s přimíseným javorem klenem (Acer pseudoplatanus). Na vlhčích místech se vyskytuje také jasan, vzácněji pak jilm (Ulmus) a javor mléč (Acer platanoides).
V bylinném patře se na severních svazích vyskytují kapraďorosty, na jižních roste mimo jiné bažanka vytrvalá (Mercurialis perennis), kyčelnice devítilistá (Dentaria enneaphyllos), kyčelnice cibulkonosná (Dentaria bulbifera), měsíčnice vytrvalá (Lunaria rediviva) a náprstníky (Digitalis). Hojně zde roste netýkavka (Impatiens) a mařinka vonná (Galium odoratum), vzácněji pak samorostlík klasnatý (Actaea spicata) a lilie zlatohlávek (Lilium martagon). V jarních měsících zde rozkvétají lýkovce (Daphne). Byly zde učiněny zajímavé nálezy některých druhů měkkýšů, hmyzu a pavouků, které se jinak obvykle vyskytují až ve vyšších nadmořských výškách. V suťové části bez stromového patra se vyskytuje řada vzácných mechorostů a druhů bezobratlých. Často se jedná o tzv. glaciální relikty, tj. druhy, kterým specifické prostředí sutí umožnilo přežít od poslední doby ledové a jejichž výskyt se dnes omezuje na území severní Evropy a Alp.
V rezervaci a v okolí žijí kamzíci, kteří zde byli uměle vysazeni na začátku 20. století. Byli sem přivezeni z Alp a zdejším podmínkám se velmi dobře přizpůsobili.

## Naučná stezka
Je tudy vedena Naučná stezka Okolím Studence, která podává na svém zdejším panelu zevrubné informace o rezervaci. 

## Fotogalerie

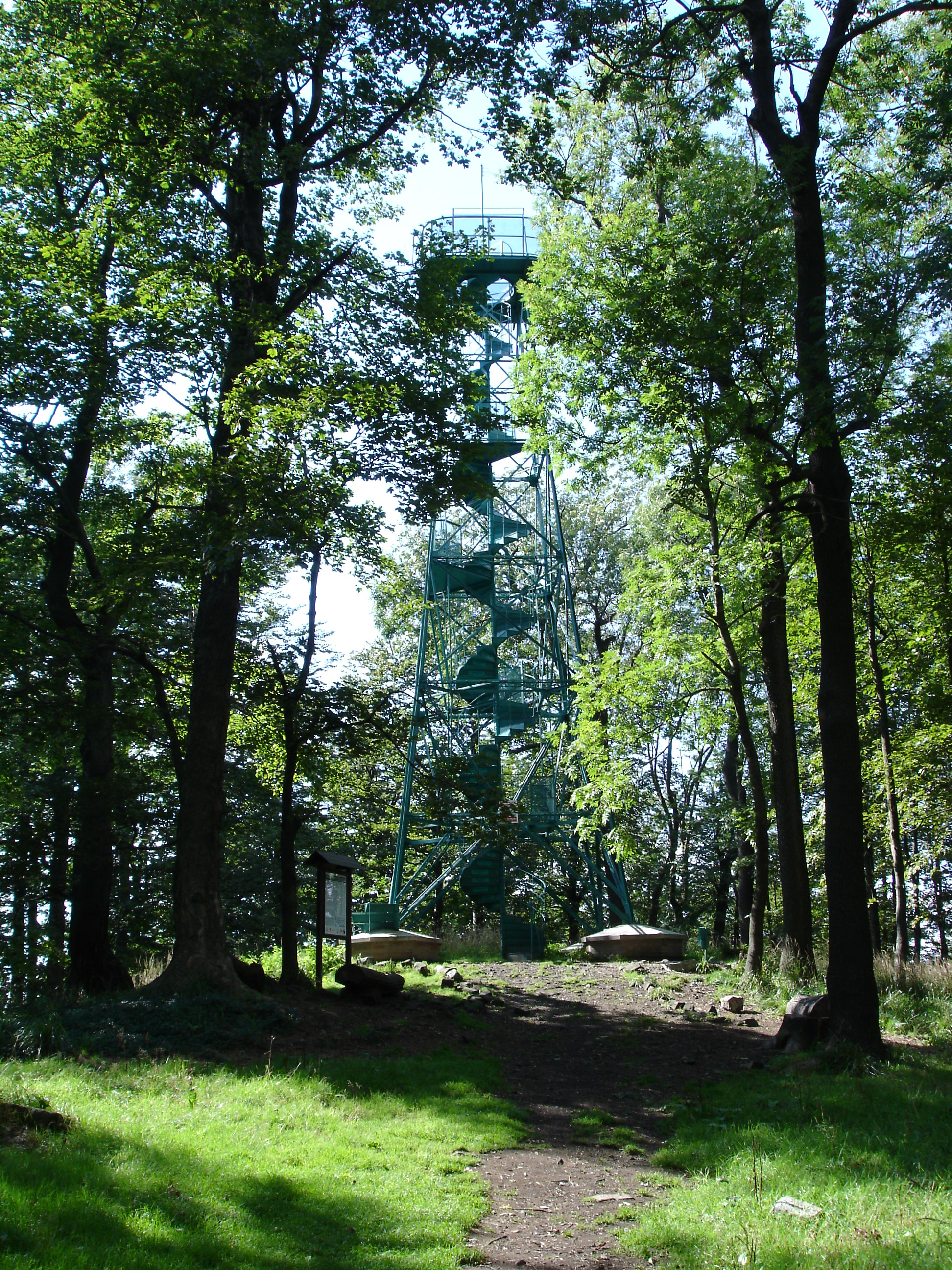
rozhledna na vrcholu
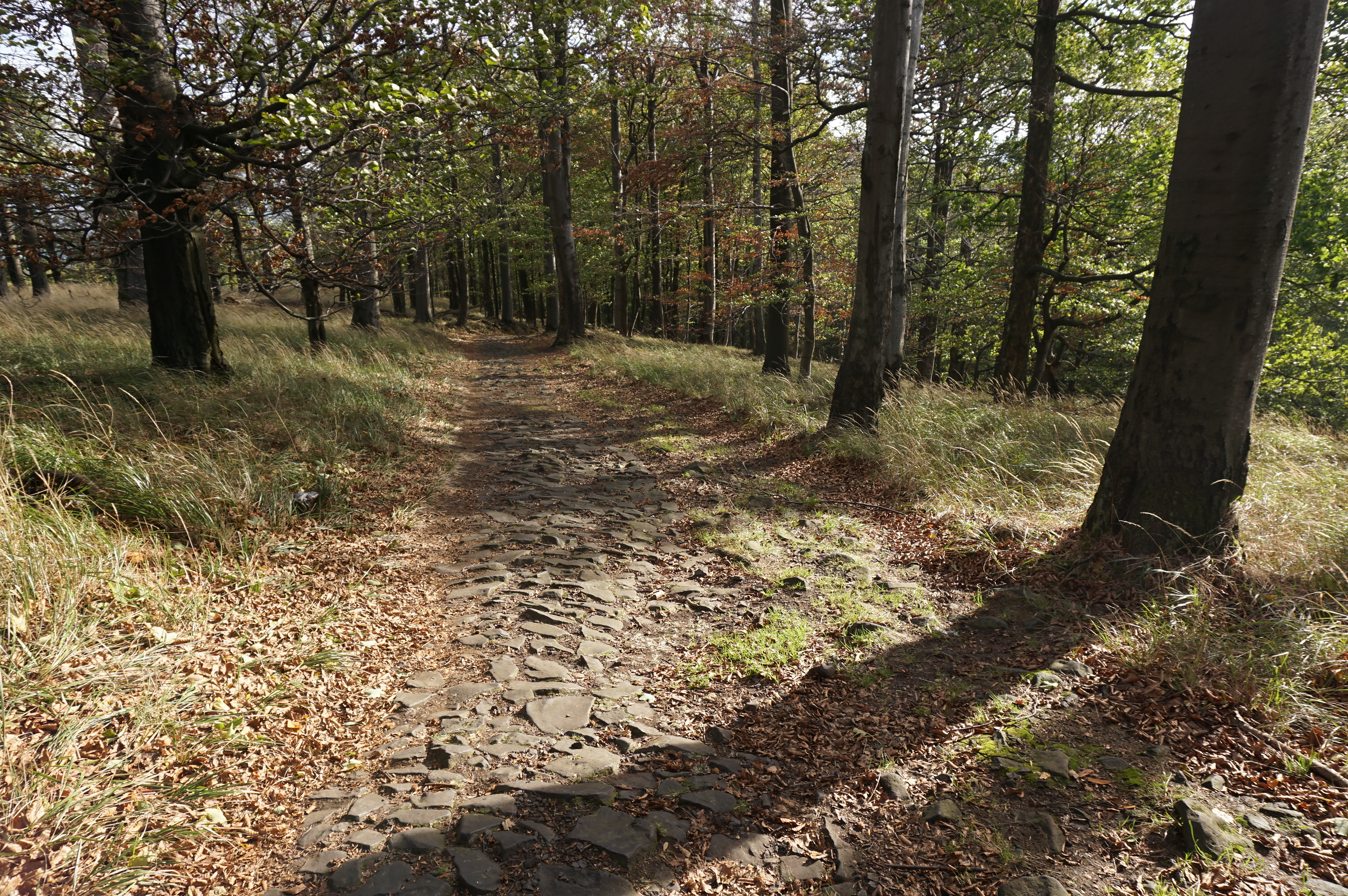
cesta na vrchol s čedičovým dlážděním
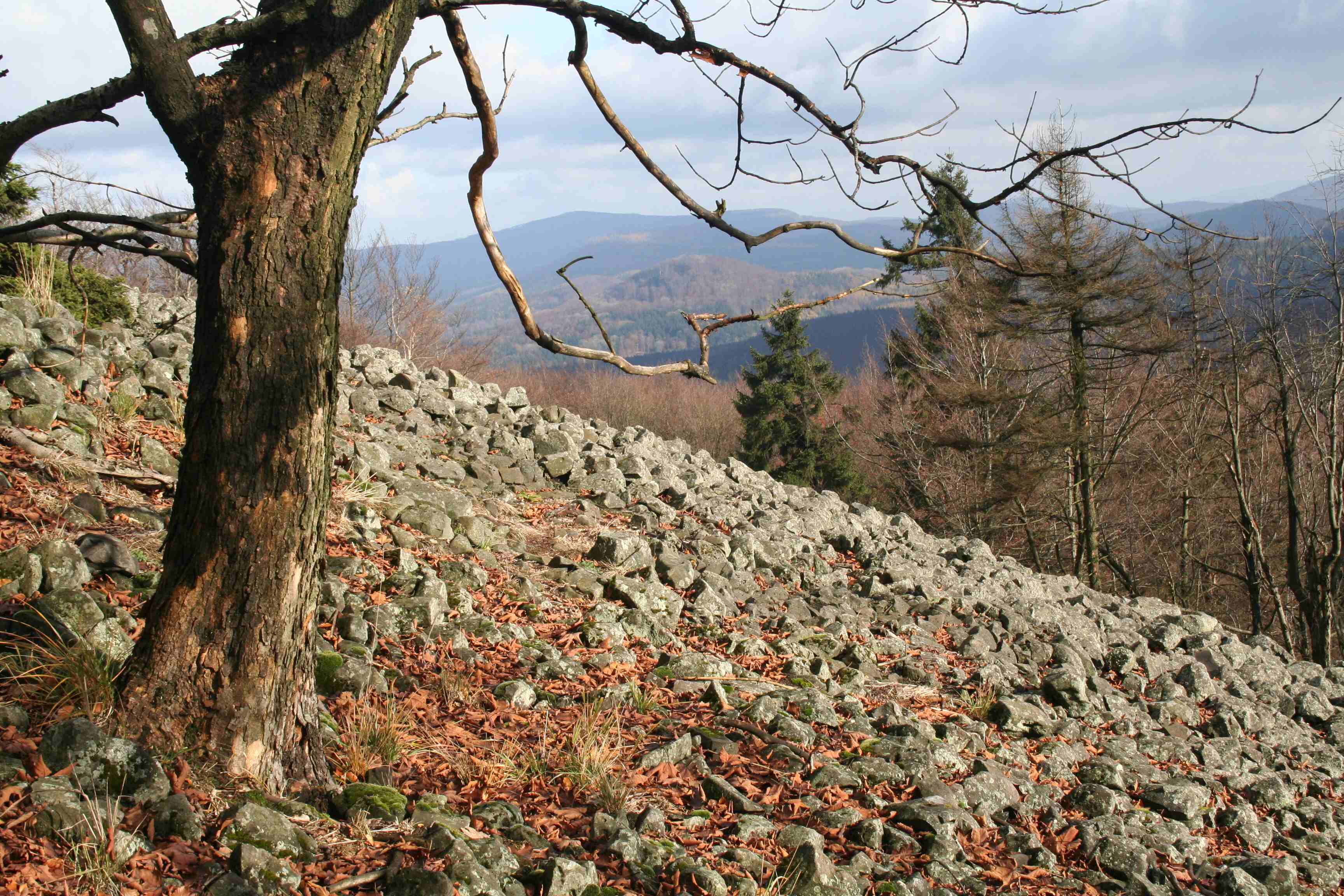
kamenné moře
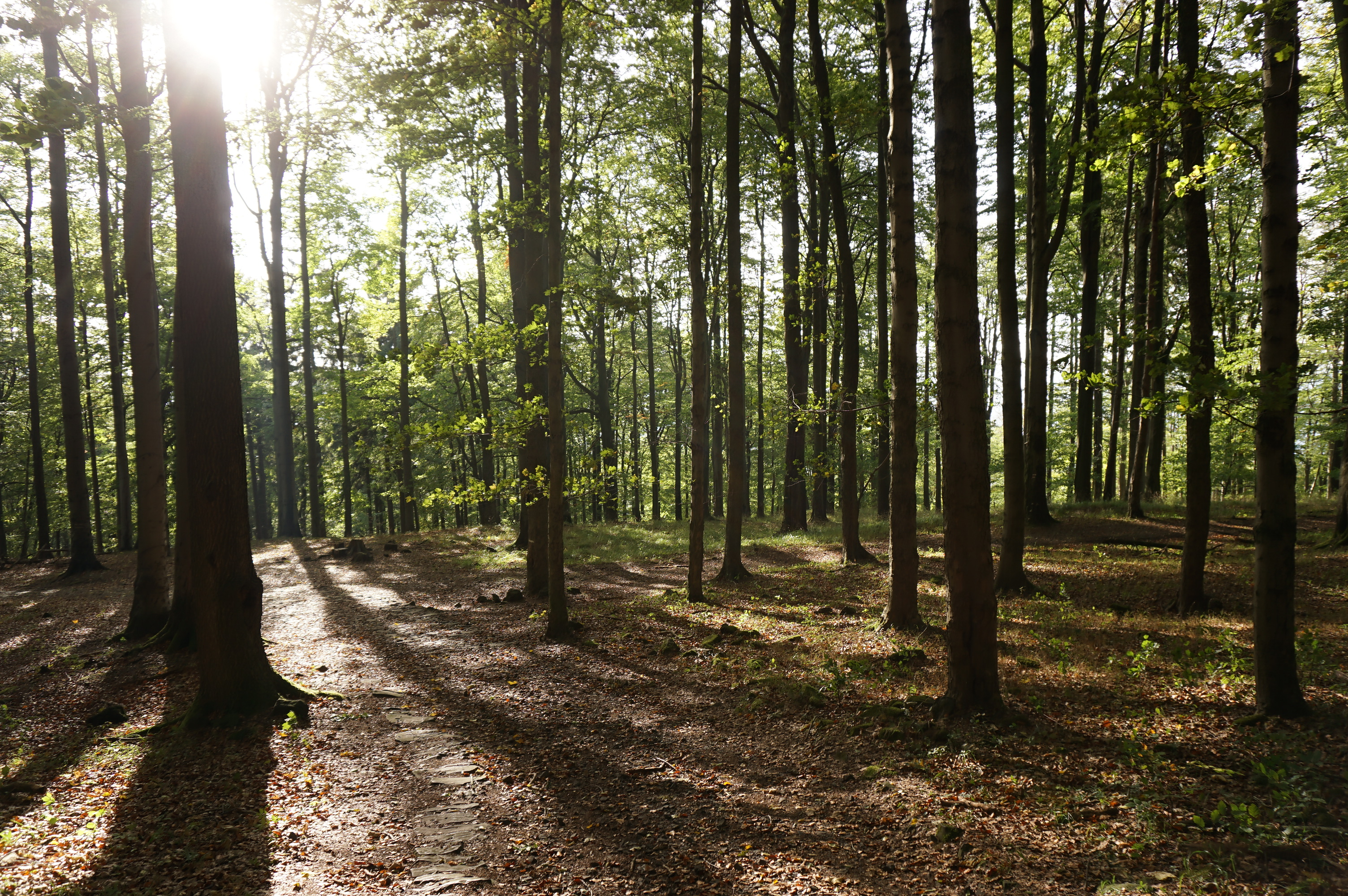
interiér lesa